# Crocodilo-americano
O crocodilo-americano (Crocodylus acutus) é um crocodilo que pode ser encontrado no sul do México, América Central e norte da América do Sul. Assim como o crocodilo-de-água-salgada, ele também entra no mar. Populações ocorrem a partir do Atlântico e do Pacífico nas costas do sul do México à América do Sul, na medida do Peru e Venezuela. Ele também se reproduz em Cuba, Jamaica e Hispaniola.
Os maiores destes animais podem chegar aos 6 metros de comprimento [carece de fontes?] e chegar a pesar 800 quilos, mas agora não se encontram destes animais com mais de 4 metros de comprimento e 500 quilos.
A sua força de mordida é impressionante, com mais de 1300 quilos, o que o coloca nos animais com a força de mordida mais forte no planeta cuja maior força é do crocodilo de água salgada.

## Características

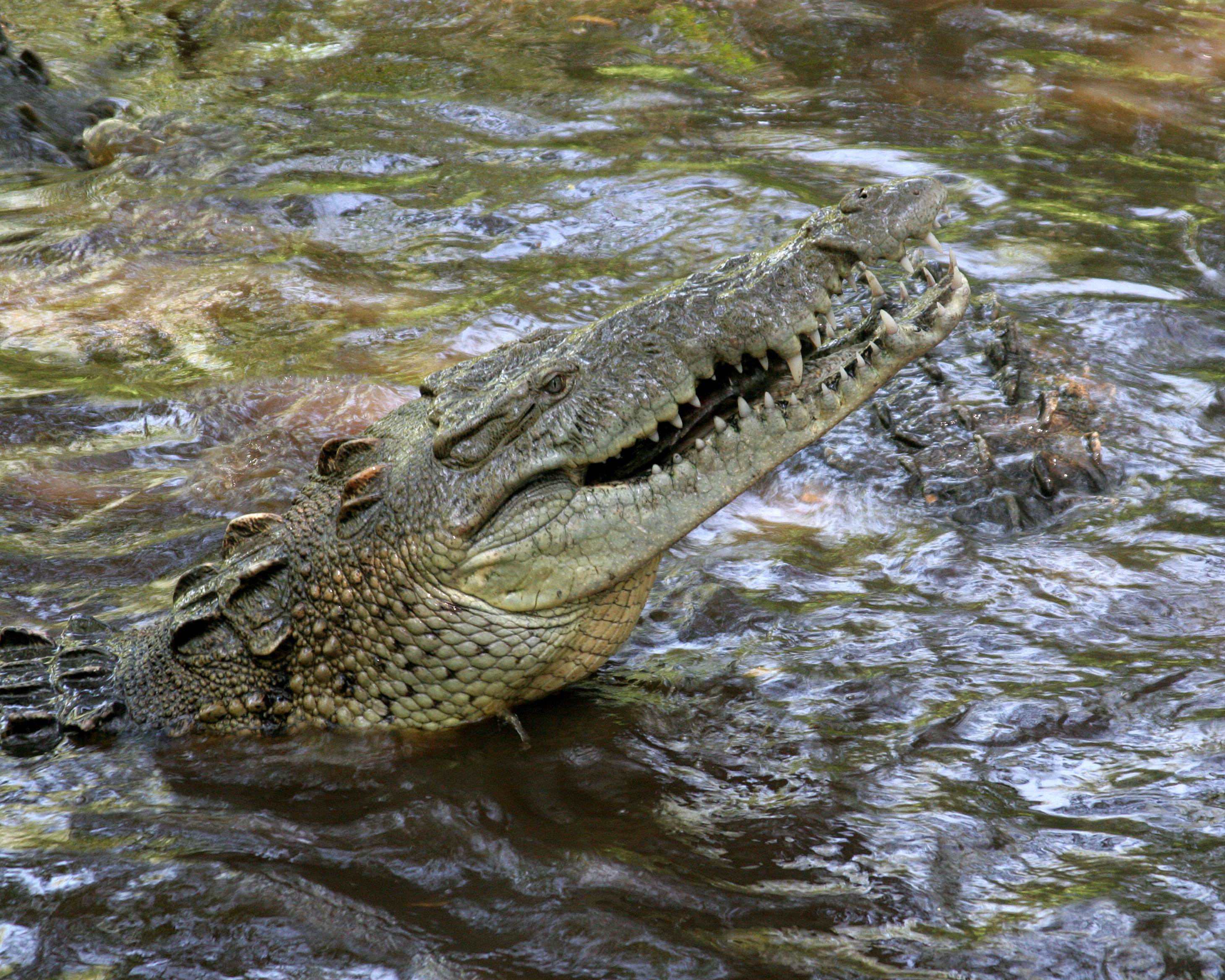
Crocodylis acutus adulto

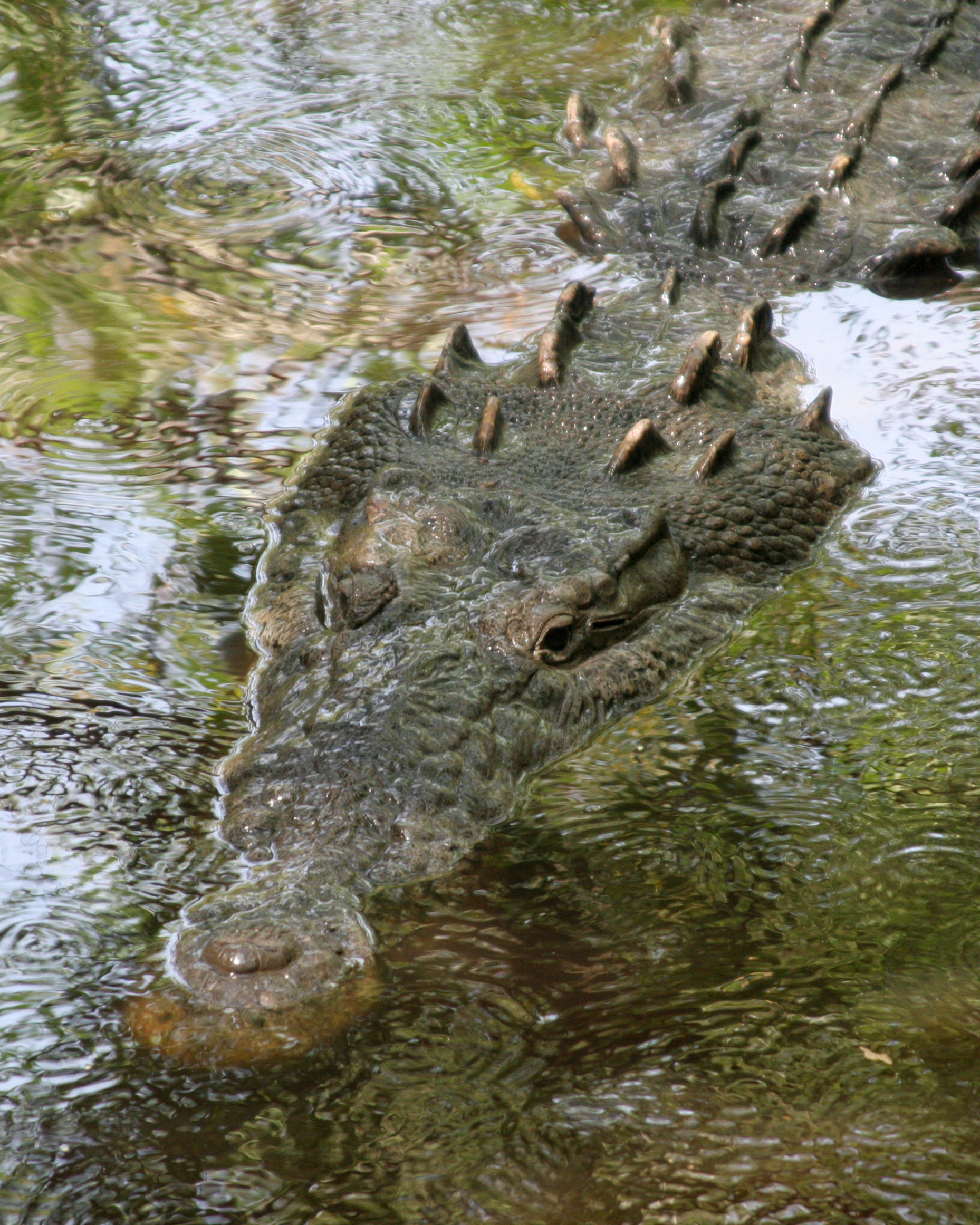
Crocodilo submerso

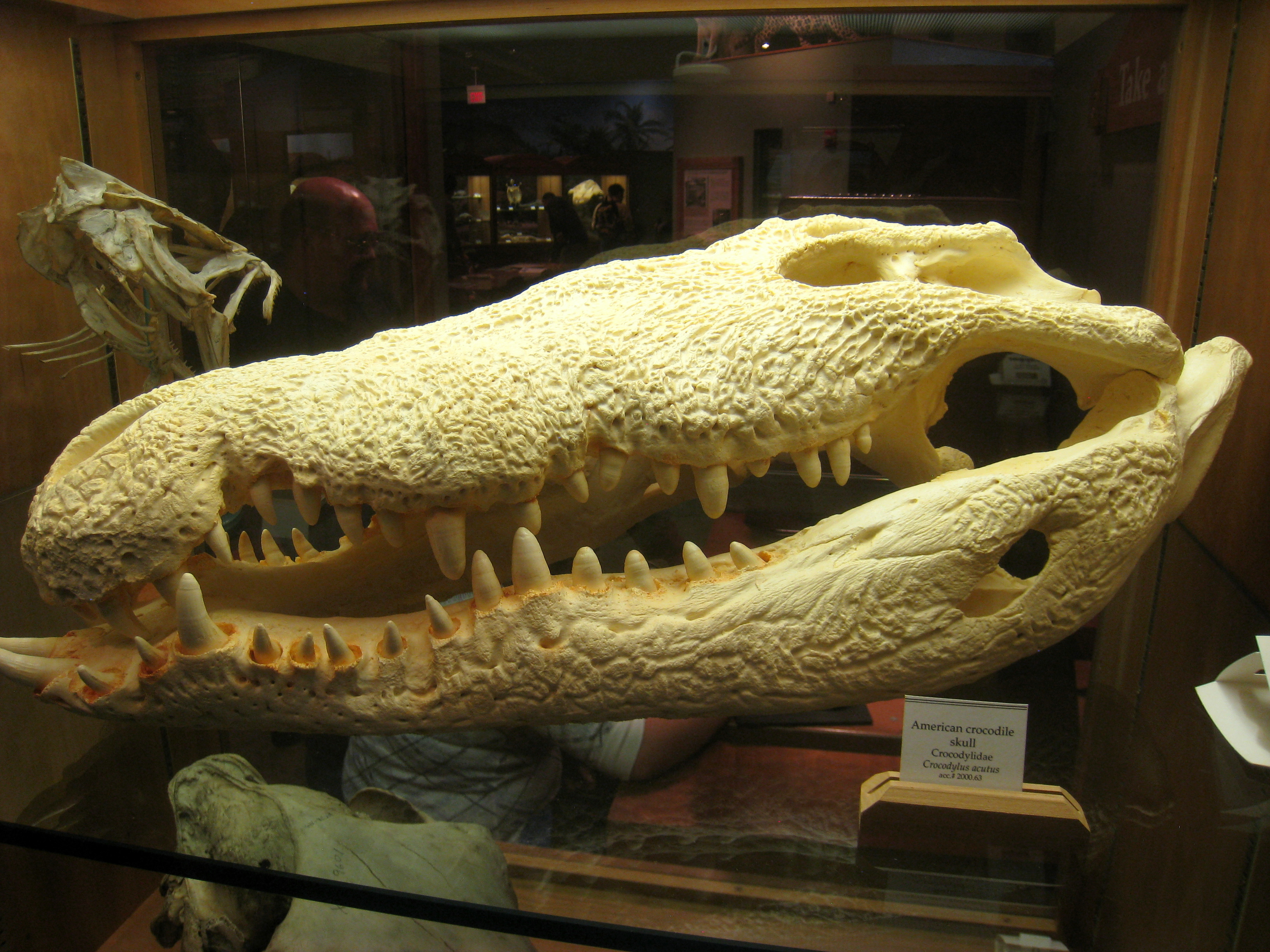
Crânio do crocodilo americano

Como todos os crocodilianos, o crocodilo americano é um quadrúpede , com quatro pernas curtas, uma cauda longa e poderosa e uma  pele grossa e escamosa, com fileiras de ossificados escudos ao longo de suas costas e cauda, com o ventre liso e claro.  O seu cranio possui um focinho alongado e afinado dotado de uma forte mandíbula cuja força é impressionante, com mais de 1300 quilos de pressão da mordida. Seus olhos têm membranas de proteção que os recobre durante o mergulho, permitindo que o animal tenha ótima visão embaixo d'água, juntamente com as glândulas lacrimais que os mantém umedecidos.
As narinas, olhos e ouvidos estão situados no topo de sua cabeça, para que o resto do corpo possa ficar submerso, assim o crocodilo pode atacar de surpresa.  A camuflagem também é essencial nesses ataques. O focinho é relativamente mais longo e mais estreito do que o do jacaré americano, embora mais amplo do que o do crocodilo-do-Orinoco. A cor dos crocodilos americanos também é mais pálida e  acinzentada em relação ao aligátor, que tem um tom mais escuro e o ventre amarelado. Esta espécie de crocodilo normalmente rasteja sobre sua barriga, mas também pode caminhar rapidamente quando necessário. Os crocodilos maiores podem chegar até 16 km / h. Também podem nadar velozmente, atingindo até  32 km / h, movendo seus corpos e caudas de forma sinuosa, porém  não sustentam essa velocidade por muito tempo.
O crocodilo americano é, por vezes, confundido com outra espécie menor, o crocodilo-Morelet, da América Central, que é nativo do México.

### Tamanho
Filhotes recém-nascidos medem cerca de 50 cm  de comprimento e pesam cerca de 60 g. Um crocodilo adulto mede 4,3 m de comprimento e pesa 382 kg,nos machos, e 3 m e 173 kg nas fêmeas.
No Rio Tárcoles, na Costa Rica, dezenas de indivíduos atingem quatro metros e alguns até cinco metros, sendo avistados frequentemente em travessia de pontes (onde são alimentados diariamente, o que pode ter ajudado a atingir tais tamanhos consideravelmente grandes) e são uma atração turística popular. Na Flórida, o comprimento de um animal adulto foi estimado em 5,2 m, mas  os machos adultos mediam cerca de 4,3 m de comprimento. Esta espécie pode atingir tamanhos maiores nas bacias hidrográficas da América do Sul, mesmo assim os machos mais velhos raramente chegam aos 6 m. Um crânio desta espécie foi encontrada medindo cerca de 72,6 centímetros. Estima-se que pertencia a um crocodilo de 6,6 m de comprimento. Grandes machos adultos pesam  cerca de 400-500 kg, com os indivíduos de seis ou mais metros, superando 1000 kg de peso . Dois biólogos que trabalham com a série History Channel MonsterQuest viram e filmaram um crocodilo que estima-se que tenha 6m , no fundo do Everglades National Park na Flórida .

### Dieta

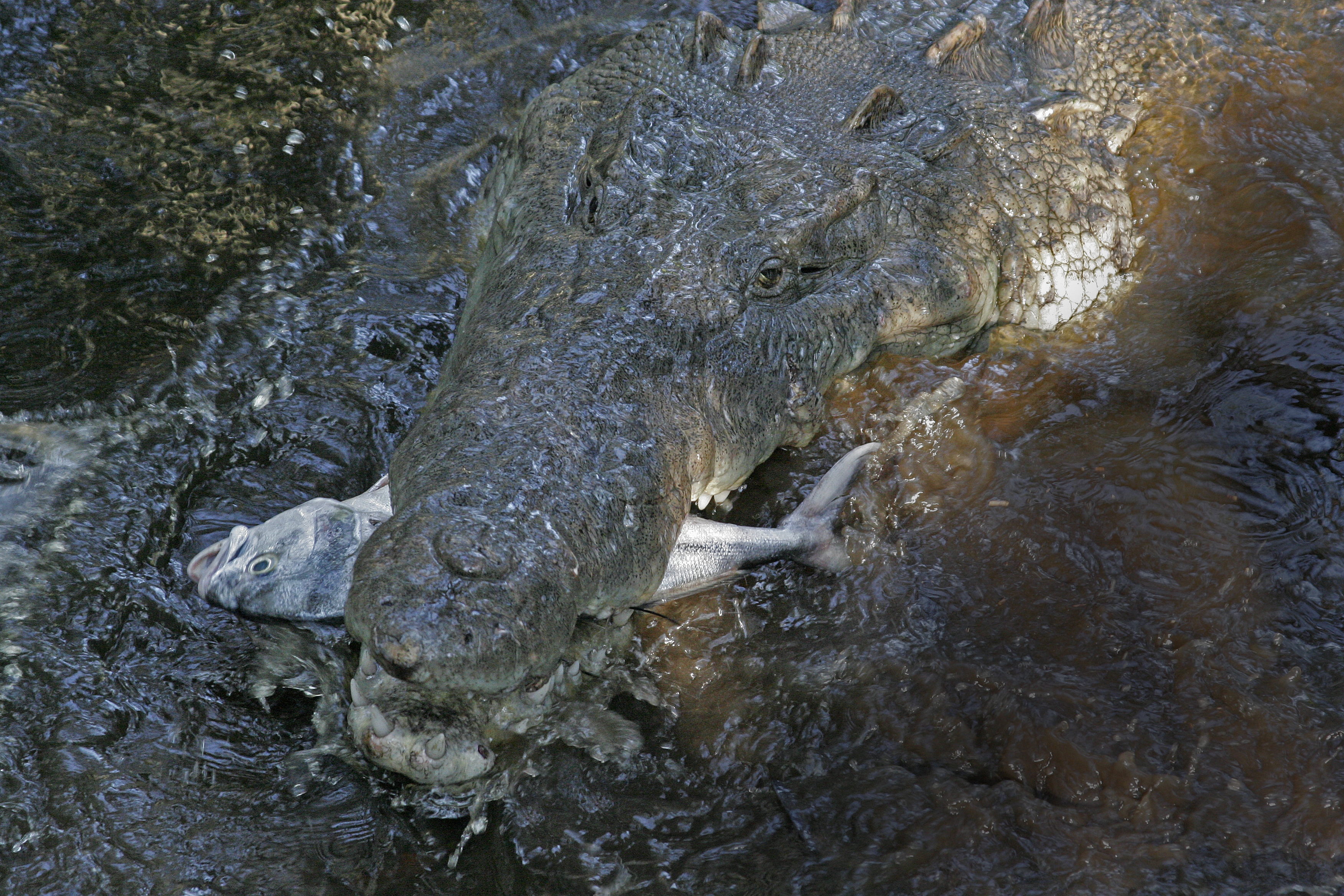
Crocodylus acutus comendo um peixe

A presa primária dos crocodilos americanos ao longo da vida é o peixe; o focinho relativamente estreito e longo é indicativo a essa preferência piscívora. Praticamente todos os peixes encontrados em água doce e em habitats costeiros de água salgada são presas em potencial para esses animais. Na Flórida peixes como o bagre, a Tarpon e especialmente truta são a presa principal. O focinho do crocodilo americano é mais amplo do que alguns crocodilianos, especializado não só para a captura de peixes, mas permitindo-lhe completar a sua dieta com uma maior variedade de presas. Espécies de presas variam em tamanho, desde insetos capturados pelos jovens crocodilos a animais maiores caçados pelos grandes adultos,onde incluem diversas aves, mamíferos, tartarugas, caranguejos, caramujos, rãs, e ocasionalmente carniça. Crocodilos americanos adultos não têm predadores naturais e quase qualquer animal terrestre ou ribeirinho que eles encontram se torna uma presa. Alegadamente estes crocodilos caçam principalmente nas primeiras horas após o cair da noite, especialmente nas noites sem lua, embora eles se alimentem a qualquer momento.

### Reprodução

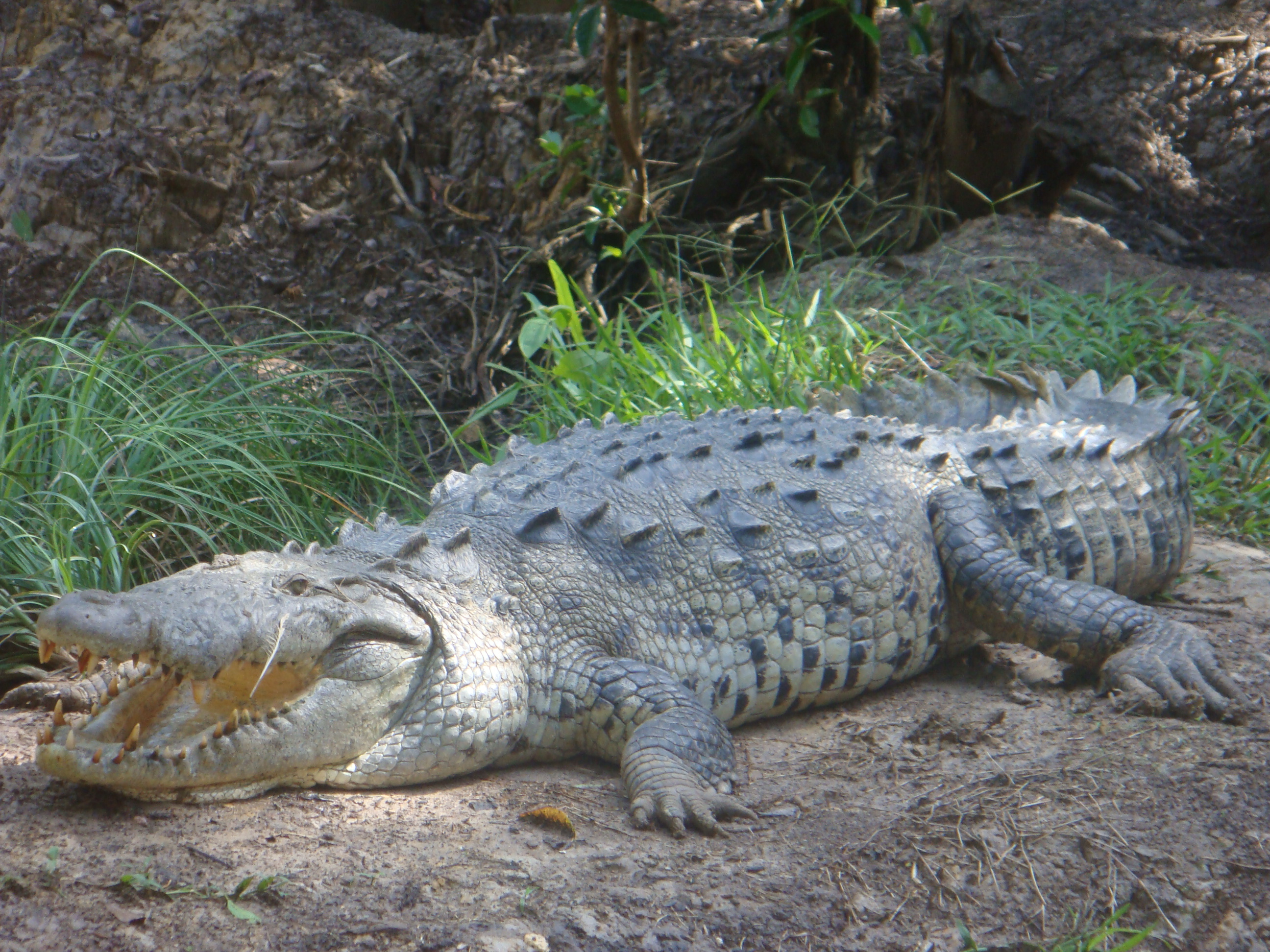
Macho

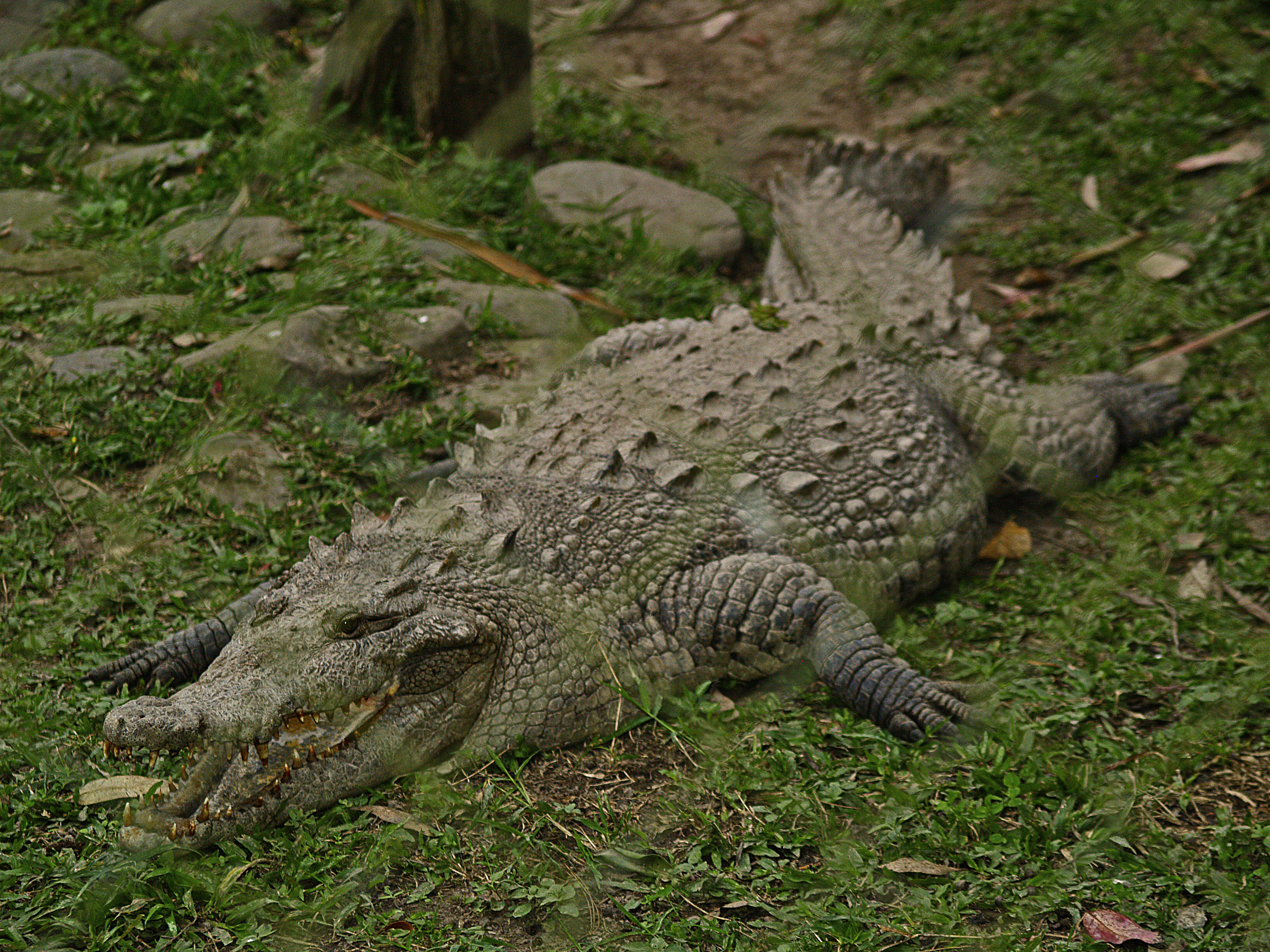
Fêmea

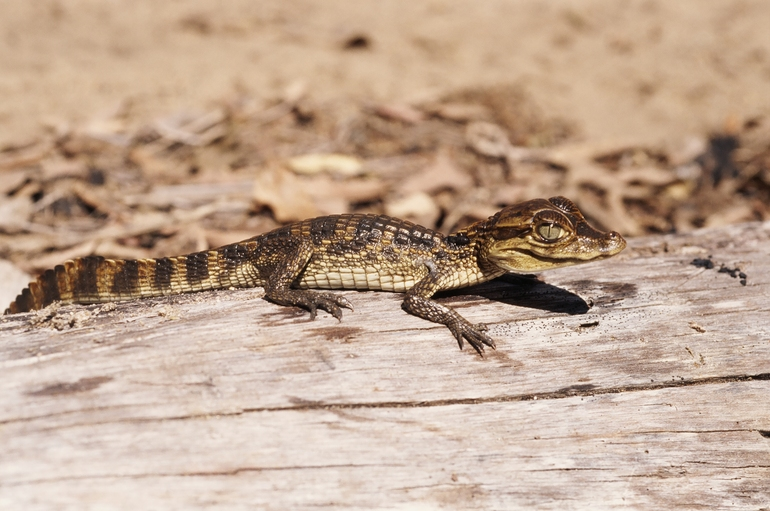
Filhote de crocodilo americano

Crocodilos americanos, no final do outono e início do inverno, realizam cerimônias de acasalamento desenhadas em que os machos emitem sons de freqüência muito baixa, usando a garganta como fole, para atrair as fêmeas e disputas entre machos rivais são constantes e violentas. O tamanho do corpo é mais importante do que a idade para determinar as capacidades reprodutivas, e as fêmeas atingem a maturidade sexual em um comprimento de cerca de 2,8 m . Em fevereiro ou março, fêmeas grávidas vão começar a cavar ninhos de areia, lama ou vegetação morta ao longo da borda da água. Localização neste caso é crucial, e com a quantidade correta de vegetação, os ovos se desenvolvem dentro de uma pequena faixa de temperatura, porque a determinação do sexo em crocodilos é dependente da temperatura. Ligeiras alterações de temperatura podem resultar em animais totalmente fêmeas ou totalmente machos ou, o que, eventualmente, pode prejudicar a saúde da população. Cerca de um mês depois, quando é hora da postura de ovos, a fêmea cava um buraco grande na diagonal para o lado do ninho e coloca de 30 e 70 ovos, dependendo de seu tamanho. Após a postura, a fêmea pode cobrir os ovos com detritos ou deixá-los descobertos. Os ovos brancos são alongados, com cerca de 8 cm de comprimento, 5 cm de largura e têm um certo número de poros na casca frágil. Durante os 75 - para o período de incubação de 80 dias - os pais guardam o ninho, muitas vezes habitando um buraco no banco nas proximidades. As fêmeas, especialmente, têm sido conhecidos para proteger seus ninhos com ferocidade. Mas, apesar dessas precauções, os ovos de crocodilo, por vezes, são vítimas de guaxinins, raposas, gambás ou outros mamíferos limpeza. Ovos de crocodilo são um pouco frágil, mas mais suave do que os ovos de aves. os filhotes nascem após 75-80 dias.
Esta espécie existe principalmente em áreas tropicais com estações chuvosas distintas, eo jovem escotilha perto da época das primeiras chuvas de verão (julho-agosto), após a estação seca anterior e antes que os corpos de água onde vivem cheias. Neste estágio de desenvolvimento de seus filhotes, a mãe crocodilos apresentam um único modo de cuidado parental. Durante o processo de incubação, quando os crocodilos jovens são mais vulneráveis à predação, eles vão instintivamente chamar a mãe em grunhidos suaves. Estes sons acionam a fêmea para ir ao ninho, desenterrando os ovos que ali tenham sido cobertos. Em seguida, ela ajuda os filhotes a saírem de seus ovos e os pega cuidadosamente com a boca, levando-os à fonte de água mais próxima.
Os filhotes, que são 24-27 cm de comprimento,aprendem a caçar ativamente presa, dentro de alguns dias após a eclosão. Não é incomum para a mãe cuidar de seus filhotes até semanas depois de terem eclodido, permanecendo atentos às suas chamadas e continuado a fornecer o transporte. Cerca de cinco semanas após a eclosão, os jovens crocodilos abandonam a mãe e vão em busca de suas próprias vidas independentes. A maioria deles, é claro, não sobrevivem, sendo predados por vários aves de rapina e peixes maiores. Aqueles que sobrevivem aos primeiros anos de vida crescem rapidamente, alimentando-se de insetos, peixes e sapos. Além disso, alguns jovens crocodilos supostamente se alimentam uns dos outros, provando a existência de canibalismo na espécie.

## Distribuição e habitat

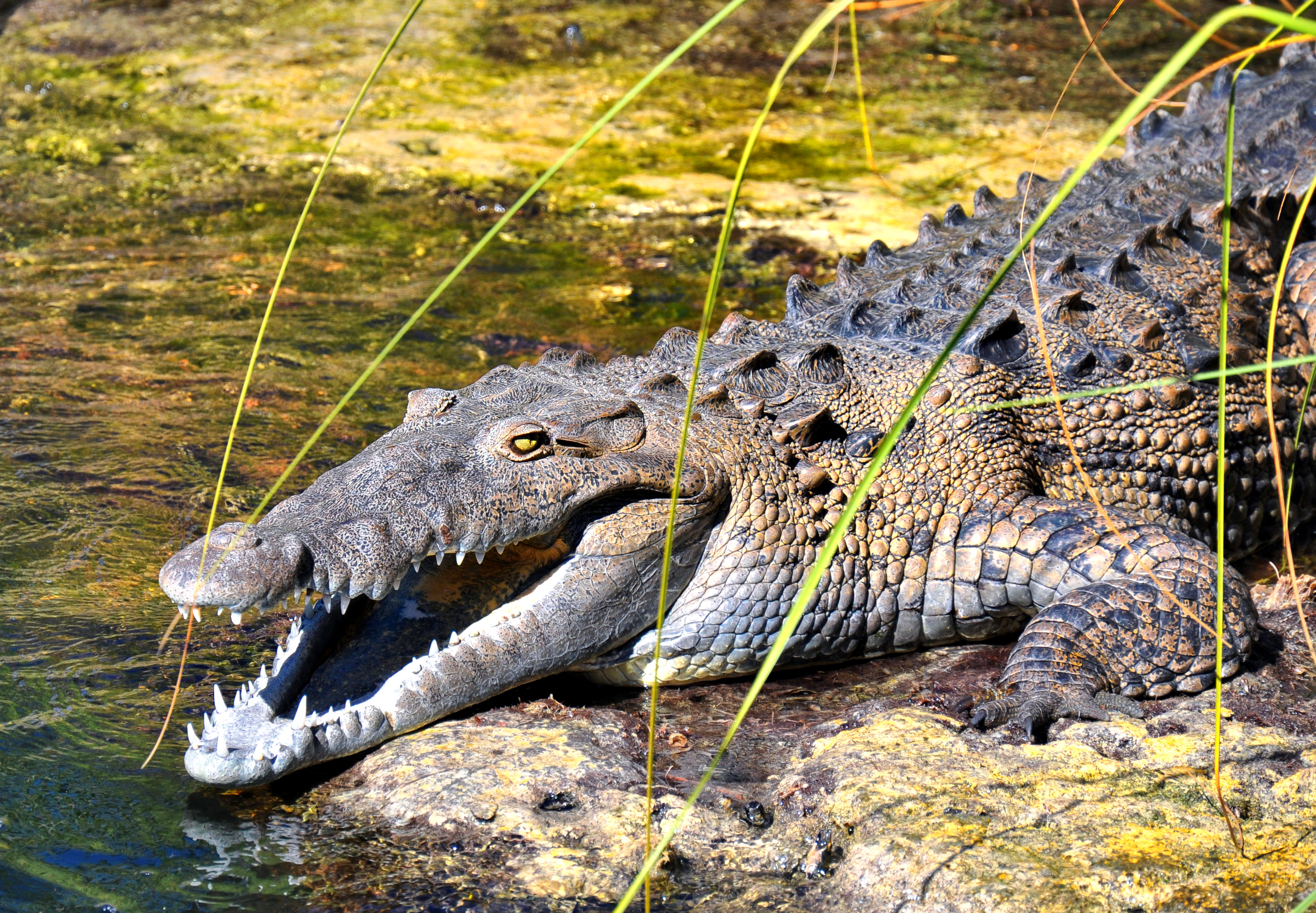
Crocodilo americano no Black River(Rio Negro), Jamaica

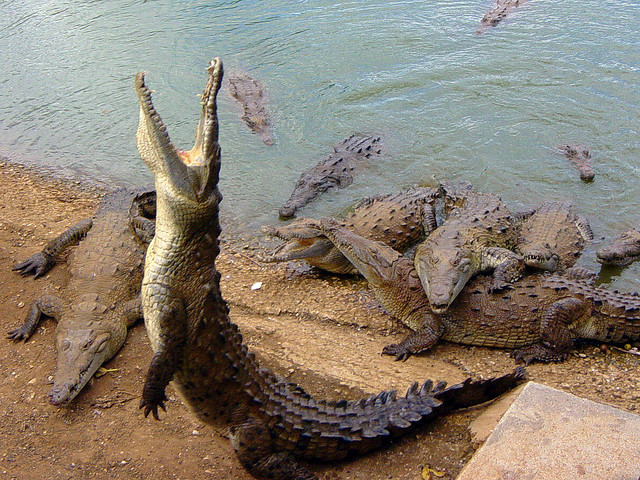
Grupos de Crocodylus acutus em Cuba

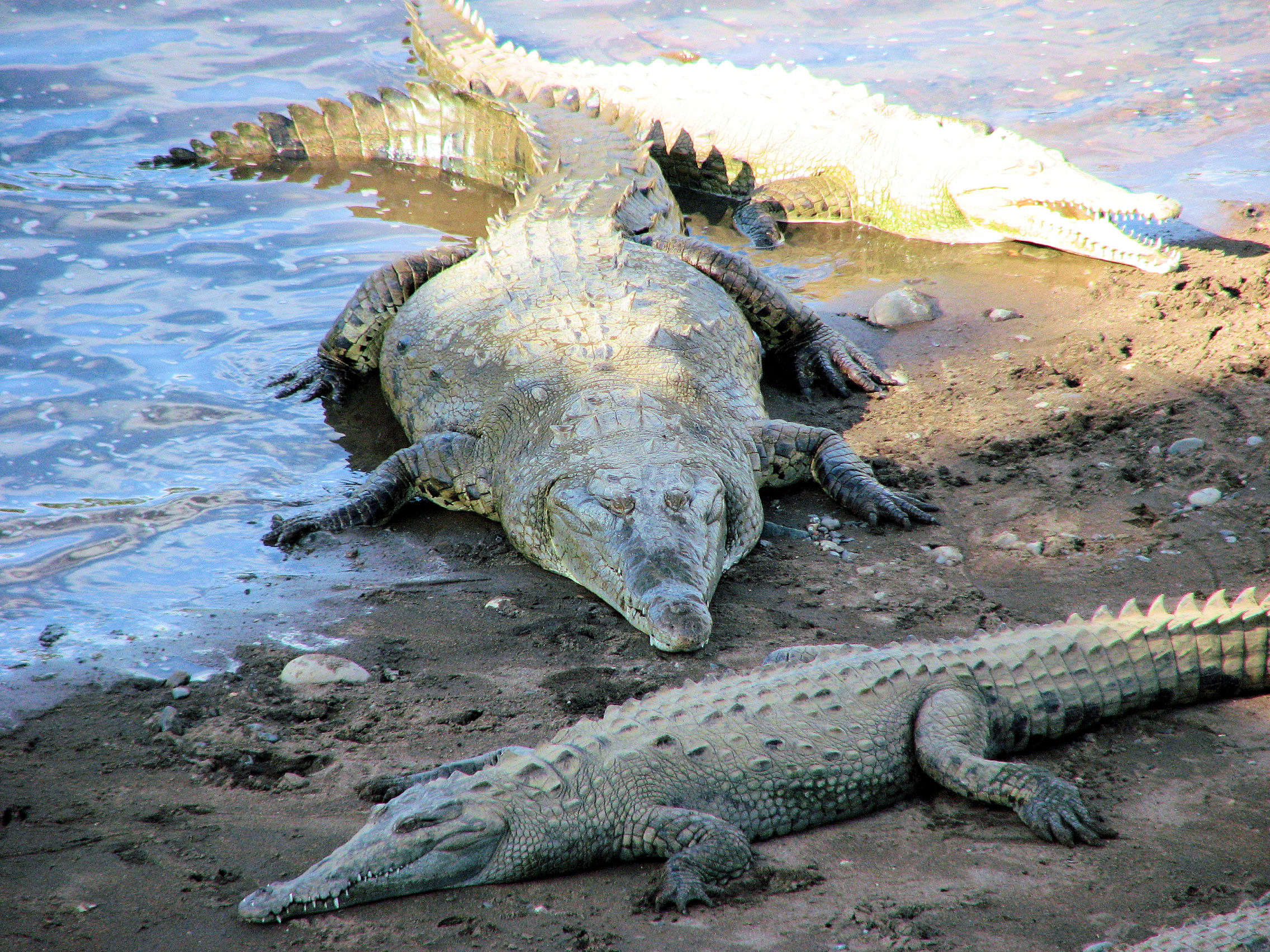
Crocodilos americanos em Costa Rica

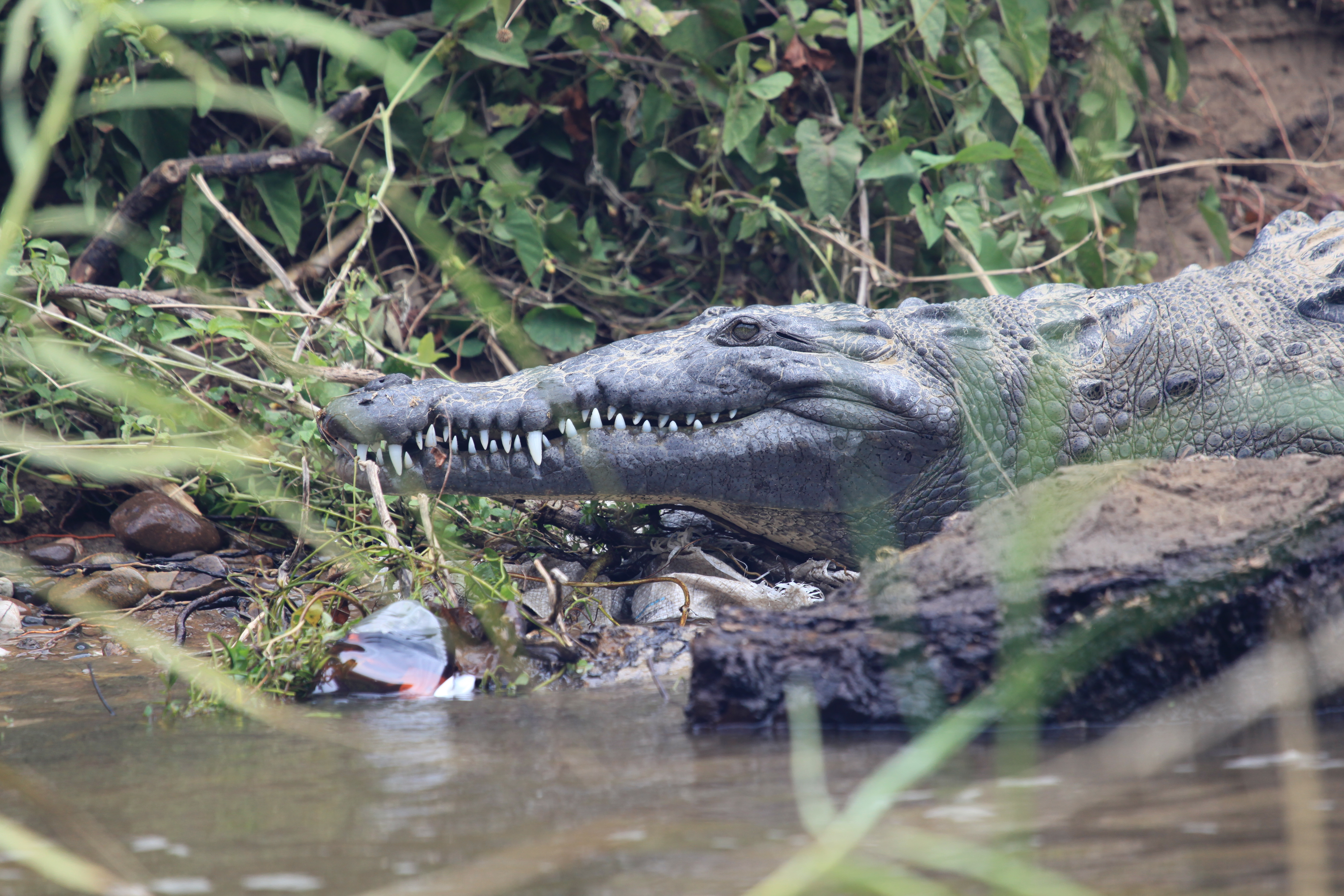
Crocodilo americano em Chiapas, no México

C. acutus é a mais difundida das quatro espécies existentes de crocodilos das Américas. Ele habita águas, tais como manguezais, foz dos rios, águas frescas e lagos de sal, e pode até mesmo ser encontrado no mar, daí a sua grande distribuição nas ilhas do Caribe, no sul da Flórida, Grandes Antilhas e sul do México até a Colômbia e no Equador. O crocodilo americano é especialmente abundante na Costa Rica. Uma de suas maiores populações documentadas está na Lago Enriquillo, um lago hipersalino na República Dominicana.  A espécie também foi vista a partir de Jamaica.
Crocodilos americanos foram recentemente avistados em Grand Cayman, levando especialistas a acreditar que as espécies podem ter nadado de Cuba (que é o lar de uma população de crocodilo enorme americano) e, lentamente, repovoando Grand Cayman. Além disso, um híbrido de crocodilo americano foi descoberto recentemente na área de Cancun. O crocodilo provavelmente se originou no Ciénaga de Zapata no Cuba (o único lugar onde existe esses híbridos selvagens) e nadou até a península de Yucatán. Sua tolerância salina também permitiu que o crocodilo americano de colonizar partes limitadas dos Estados Unidos (apenas dois, Puerto Rico e extremo sul da Flórida.) Contrariamente à desinformação popular, a presença do jacaré americano não é a razão que o crocodilo americano foi incapaz de preencher salobra águas ao norte da Flórida, mas sim o clima.
Crocodilos americanos, ao contrário dos jacarés americanos, são extremamente suscetíveis a temperaturas frias e vivem exclusivamente nas águas tropicais. Ao longo de 2009, tempo excepcionalmente frio no sul da Flórida resultou na morte de cerca de 150 crocodilos americanos selvagens, incluindo um crocodilo bem conhecido que habitou Sanibel Island extremo norte da área de distribuição natural.
Crocodilos americanos nos Estados Unidos coexistir com o jacaré americano, e são encontrados principalmente no Parque Nacional Everglades, Florida Bay, Biscayne Bay e Florida Keys de Miami sul. A população considerável ocorre perto Homestead, Flórida, em a Estação de Geração de Turkey Point Nuclear. Alguns indivíduos vagar em direção ao norte para aquecer águas de verão e foram avistados em Sarasota County e Palm Beach County. No verão de 2008, um crocodilo foi capturado em do surf em Isle of Palms, South Carolina. Em 2013, um crocodilo £ 700 foi capturado em Tarpon Springs, Flórida.
Crocodilos preferem temperaturas tropicais consistentes, daí a falta de distribuição dentro do sul dos Estados Unidos. Eles são tolerantes água salgada e, assim, foi capaz de colonizar uma infinidade de ilhas dentro do Caribe e em algumas ilhas do Pacífico também. Eles coexistem junto com os jacarés dentro da América Central. Os únicos outros crocodilos atuais dentro do alcance do crocodilo americano são o crocodilo cubano menor e criticamente em perigo, juntamente com o pequeno crocodilo de Morelet no sul do México e Guatemala.

## Galeria

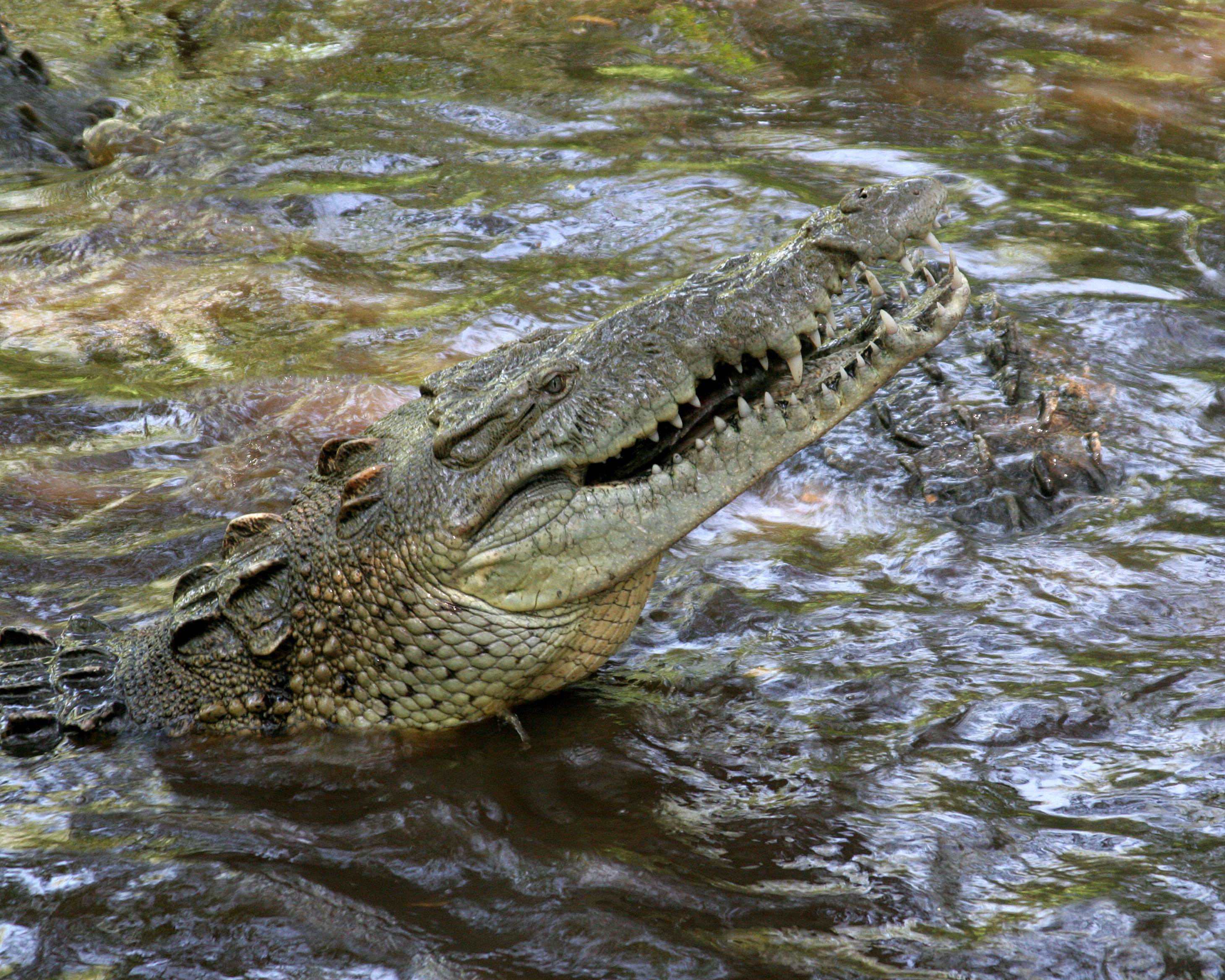
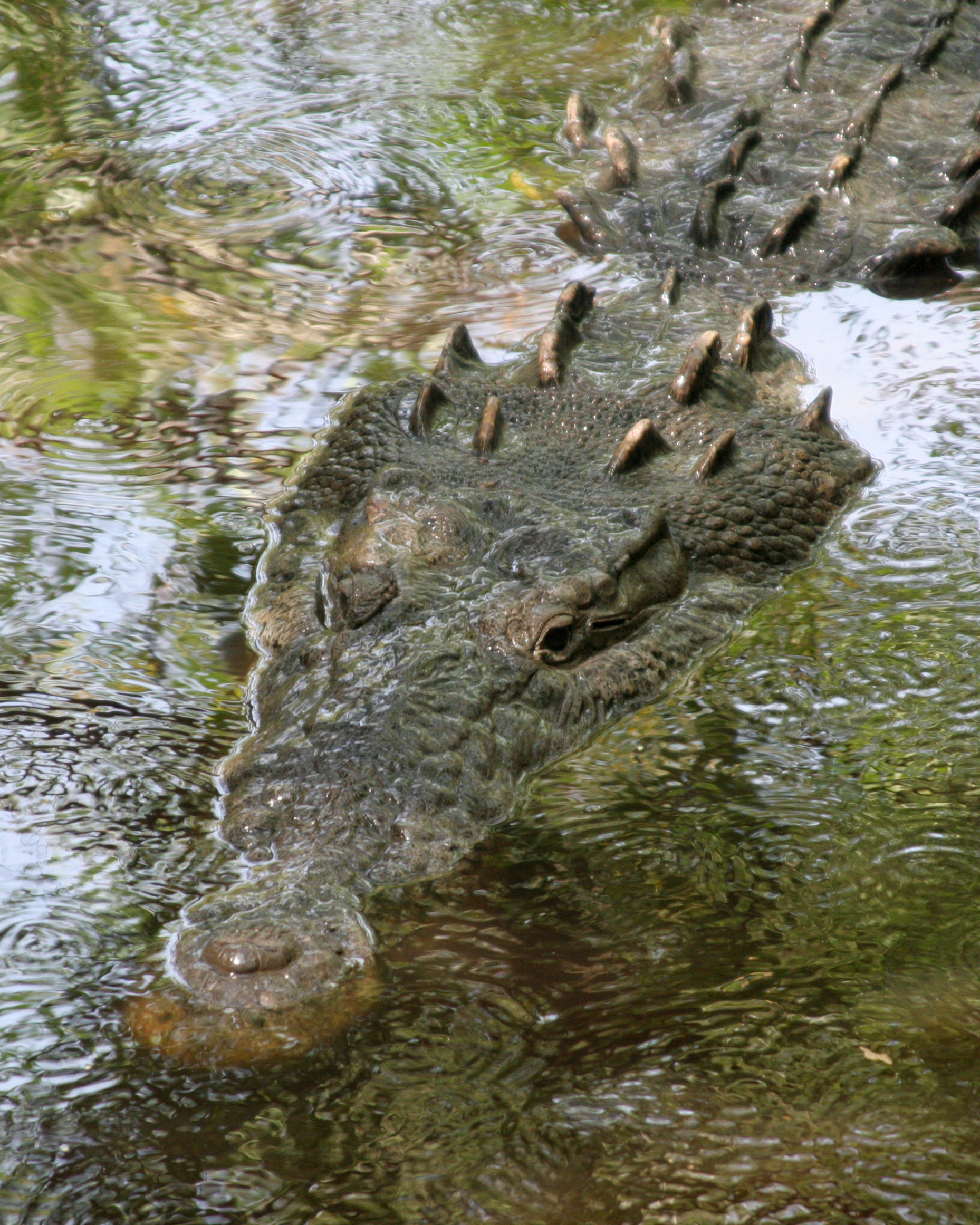
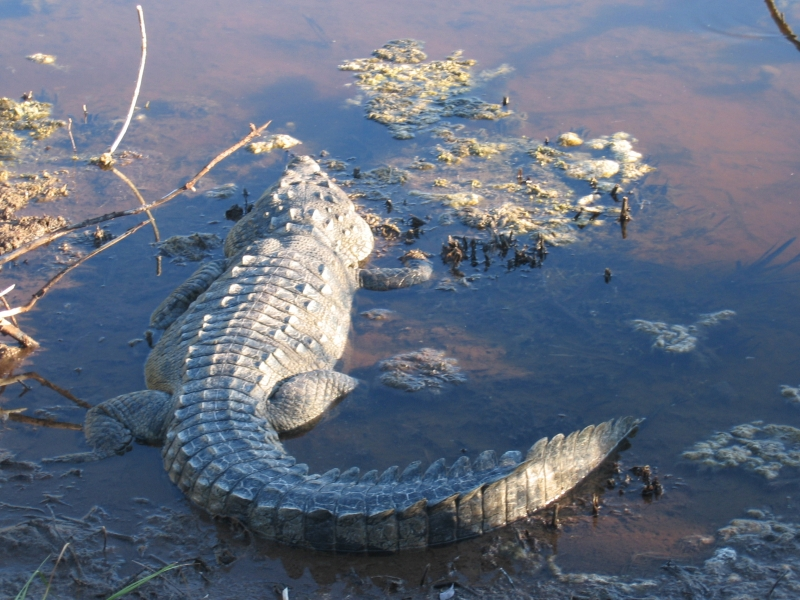